# 呪いのフェイスブック
『呪いのフェイスブック』（原題：Setan Facebook）は、2010年のインドネシアのホラー映画。

## あらすじ
ジャカルタに住む19歳の大学生のファラはフェイスブックに夢中。ある日、ファラと友人らはミラという見知らぬ女性からフォローされる。

## スタッフ
- 監督：ヘルフィ・カルディット（インドネシア語版）
- 製作総指揮：サルジョノ・ストリスノ
- 製作：ハリス・ニーザム

## キャスト
- ファラ：シンディ・アングリーナ（インドネシア語版）
- チチ：ジェハン・シエナ
- ノヴァン：ボーイ・ハムザ（インドネシア語版）
- ミラ：シンタ・ブテリ